# مستر بين
مستر بين (بالإنجليزية: Mr. Bean) هو مسلسل كوميدي بريطاني من تأليف روان أتكينسون وريتشارد كورتيس، ومن بطولَة أتكينسون في الدور الرئيسي. يتكوّن المسلسل من 15 حَلقة. عُرضِت ثلاثَة عشر حلقة على قناة آي تي في البريطانية مُنذُ 1 يناير 1990 حتّى 15 ديسمبر 1995.
ابتَكر أتكينسون الشخصيّة أثناء دراسَته الماجستير جامعة أوكسفورد، ويحكي المُسلسل عن مستر بين الذي يوصَف بأنّه طفلٌ في هيئة رجلٍ كبير وعلى المشاكَل التي تحصُل معه والمواقف التي يتعرّض لها أثناء أدائه للمهام اليوميّة والتي ينتُج بسببها مواقِفُ ظريفة. نادِراً ما يتكلّم مستر بين، ويعتَمد على إنشاء نُكتِه على تفاعُله مع الأشخاص الآخرين والحلول الغير العاديّة لمواقفه الغريبة. وقد استُمدّت حركاتُ الشخصيّة من المُمثل جاك تاتي الذي مَثّل في السينما الصامتة.
خلالَ فترة عرضِه التي امتدّت لخمس سنوات، اكتَسب المُسلسل جماهريّة وشعبيّة واسعة في أنحاء المملكة المتحدة، حيثُ تُقدّر عدد مشاهداتِ الحلقة الخامِسة بـ 18 مليون. كما حازَ المُسلسل على عددٍ من الجوائز العالميّة. وقد بيعَت حقوق العرض لأكثَر من 245 منطقة حولَ العالم. كما بُنيت على هذه الشخصيّة مُسلسلٌ كرتونيّ يحملُ نفس الاسم، وفلمَين اثنين، كما ظهرَ خِلال حفل افتتاح الألعاب الأولمبية الصيفية 2012 في لندن.

## خلفيّة تاريخيّة

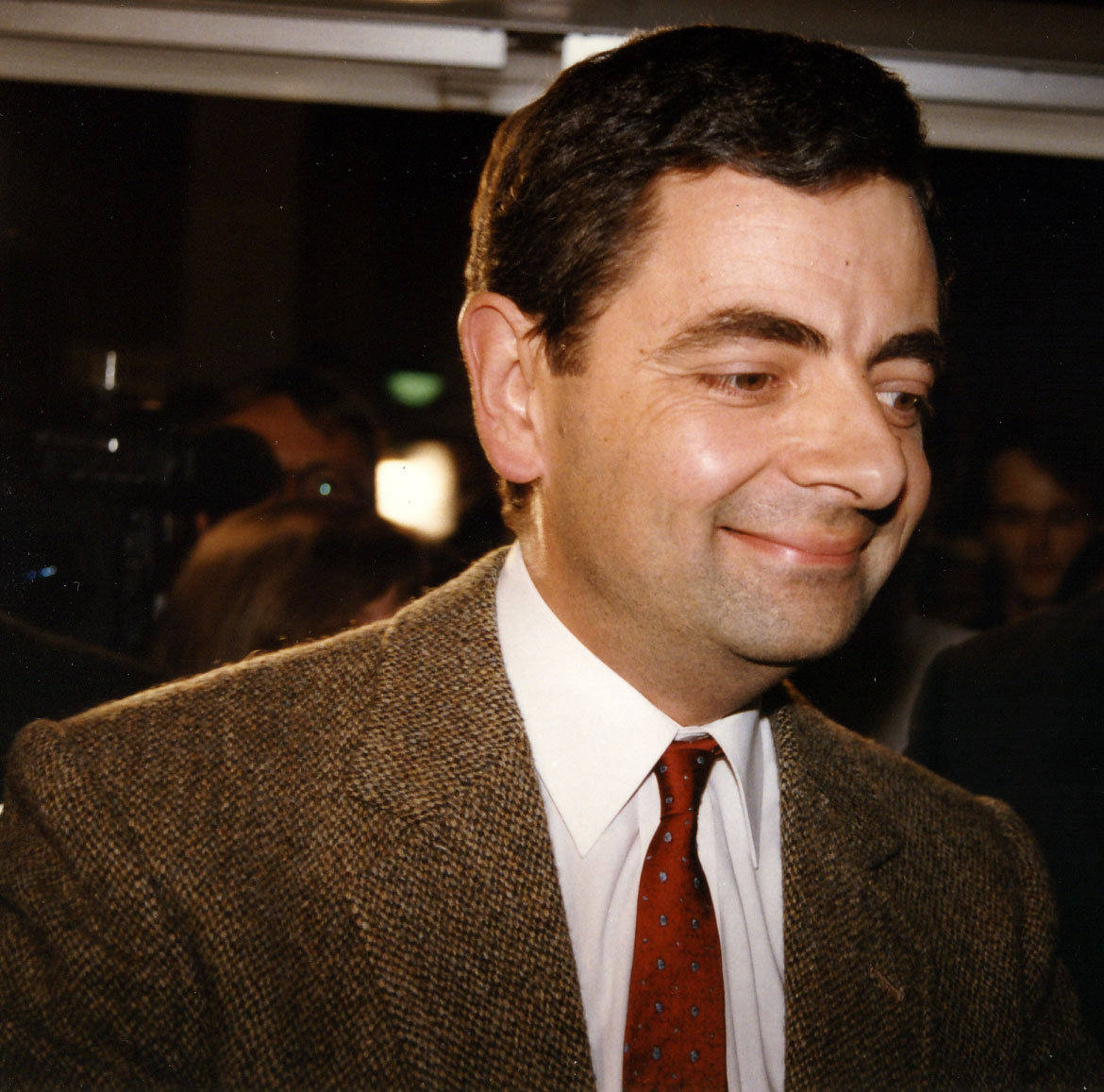
روان أتكينسون

ابتَكر روان أتكينسون الشخصيّة أثناء دراسَته لدرجَة الماجستير في الهندسة الكهربائية في كُليّة الملكة في جامعة أوكسفورد. وقد صُوّر السكتش القصير في وقتٍ ما من عقد 1980. وكانت تُدعى الشخصيّة بدايةً بـ روبرت بوكس وأدّاها أتكينسون للمرّة الأولى في مسرحيّة Canned Laughter في أبريل 1979. كما أدّى أتكينسون الشخصيّة في مهرجانِ Just for Laughs في مونتريال في كندا عام 1987. ويُذكر أنّه حينما وزّع المسؤولون جدوَل الفعاليّات، طلبَ منهم أتكينسون وأصرّ على أن يضعوا فقرَته ضمن من يتكلّم الفرنسيّة رغم عدم تكلّمه هذه اللغة، ولكنّه أخبرهم أن فقرَته لا تحوي أيّ كلام. وكانَ الهدفُ من وراء ذلك أنّ أتكينسون أرادَ رؤيَة مدى تفاعُل الجمهورٍ الذي لا يُحسِن الإنجليزيّة مع الشخصيّة، كما أرادَ معرفة ردود أفعالهم مع الكوميديا الصامتة.
يُذكر أن اسم الشخصيّة لم يختاروه إلا بعدَ الانتهاءِ من الإنتاج، وكانَت هُناك العديد من المُقترحات حولَ الاسم جميعُها تتعلق بالخُضار مثل اسم مستر كوليفلور -التي تعني قرنبيط-، ثُمّ استقروا على اسم مستر بين -التي تعني فاصوليا-. وقد استلهَم أتكينسون شخصيّته من شخصيّة مسيو هولو التي أدّاها الفرنسي جاك تاتي. ولعلّ أكثر ما سبب انتشار الشخصيّة وشُهرتها هو عدم اعتمادُهم على الكلام، بل اعتمادُهم على حركات وردود فعل الشخصيّات، مما سمح ببيع الحقوق حولَ العالم بدون أي تغيير.

## الحلقات
تم عرض 15 حلقة فقط في مسلسل مستر بين. ابتدأ التصوير في نهاية عام 1989، تم تصوير جميع الحلقات في المملكة المتحدة.

## وصلات خارجية
- الموقع الرسمي
- Mr Bean Games
- مستر بين على موقع IMDb (الإنجليزية)
- مستر بين على موقع ميتاكريتيك (الإنجليزية)
- مستر بين على موقع الموسوعة البريطانية (الإنجليزية)
- مستر بين على موقع روتن توميتوز (الإنجليزية)
- مستر بين على موقع ديسكوغز (الإنجليزية)
- مستر بين على موقع أول موفي (الإنجليزية)
- مستر بين على موقع كينوبويسك (الروسية)
- مستر بين على موقع ألو سيني (الفرنسية)
- مستر بين على موقع قاعدة بيانات الفيلم (الإنجليزية)
- Filming locations from Mr Bean